# Neve Hadasa
Neve Hadasa (hebrejsky: תֵּל יִצְחָק, přepisováno též Neve Hadassah) je vzdělávací komplex a obec v Izraeli, v Centrálním distriktu, v Oblastní radě Chof ha-Šaron. Leží v nadmořské výšce cca 35 metrů v hustě osídlené a zemědělsky intenzivně využívané pobřežní nížině, respektive Šaronské planině.
Obec se nachází 4 kilometry od břehu Středozemního moře, cca 22 kilometrů severoseverovýchodně od centra Tel Avivu, cca 62 kilometrů jihojihozápadně od centra Haify a 2 kilometry jihovýchodně od okraje města Netanja. Leží na východním okraji kibucu Tel Jicchak, jehož je urbanistickou součástí (byť má statut samostatného člena Oblastní rady Chof ha-Šaron). Neve Hadasa obývají Židé, přičemž osídlení v tomto regionu je etnicky převážně židovské.
Neve Hadasa je na dopravní síť napojen pomocí silnice číslo 553, jež dále k západu ústí do pobřežní dálnice číslo 2. V sousedním Bejt Jehošu'a je železniční stanice na trati Tel Aviv-Haifa.
Neve Hadasa byl založen v roce 1949 z iniciativy kibucu Tel Jicchak a ženské sionistické organizace Hadasa. Jde o školský a výchovný komplex pro děti a mládež. Rozkládá se na ploše cca 100 dunamů (0,1 kilometru čtverečního). Součástí areálu jsou sportovní zařízení a plavecký bazén. Pobývá zde v internátu cca 360 dětí, z toho 250 zde prochází výukou. Okolo 60 % klientů zařízení jsou noví židovští imigranti. V komplexu funguje rovněž cvičná farma.